# Ficus variolosa
Ficus variolosa là một loài thực vật có hoa trong họ Moraceae. Loài này được Lindl. ex Benth. mô tả khoa học đầu tiên năm 1842.